# Kent Flannery
Kent Vaughn Flannery (né en 1934) est un archéologue américain qui effectue des recherches approfondies sur les cultures et civilisations précolombiennes de la Méso-Amérique, et en particulier celles du centre et du sud du Mexique. Il a également travaillé en Iran et au Pérou.

## Biographie
Flannery grandit dans le Maryland dans une ferme près de la rivière Susquehanna, et fréquente l'école Gilman à Baltimore. Son père est l'artiste Vaughn Flannery. Il entre à l'Université de Chicago après sa deuxième année de lycée et obtient son baccalauréat en zoologie en 1954. Il commence à étudier pour une maîtrise en zoologie, mais se tourne vers l'anthropologie après un travail de terrain au Mexique ; il effectue ensuite des fouilles en Iran avec Robert Braidwood en 1960. Sa maîtrise de 1961 permet de différencier les porcs sauvages et domestiques dans les sites néolithiques du Proche-Orient. Son doctorat de 1964 porte sur le formatif de Tehuacán.
Flannery est connu pour avoir proposé la révolution du large spectre en 1961. Dans les années 1960 et 1970, Flannery est un fervent partisan de l'archéologie processuelle et de l'utilisation de la théorie des systèmes en archéologie. Il publie des travaux influents sur les origines de l'agriculture et de la vie villageoise au Proche-Orient, les pasteurs des Andes et l'évolution culturelle, ainsi que de nombreuses critiques des tendances modernes en matière de méthode, de théorie et de pratique archéologiques. De 1966 à 1980, il dirige le projet « Préhistoire et écologie humaine de la vallée d'Oaxaca, Mexique », traitant des origines de l'agriculture, de la vie villageoise et des inégalités sociales au Mexique.
À l'Université du Michigan, Flannery est professeur James B. Griffin au département d'anthropologie et conservateur de l'écologie humaine et de l'archéobiologie au Musée d'archéologie anthropologique. Il préside treize jurys de thèse de doctorat, dont ceux de Robert Drennan, Susan H. Lees et Charles S. Spencer.
Flannery est élu à l'Académie nationale des sciences en 1978, à l'Académie américaine des arts et des sciences en 1996 et à la Société américaine de philosophie en 2005. Il reçoit un doctorat honorifique de l'Université de Pennsylvanie en 1987 et en 1992, l'American Anthropological Association lui décerne le prix Alfred Vincent Kidder pour ses recherches en archéologie américaine.
En 1973, Flannery épouse Joyce Marcus, une autre archéologue et collaboratrice fréquente.

## Publications
- Flannery, Kent V. (1972) The Cultural Evolution of Civilizations.. Revue annuelle d'écologie et de systématique 3:399-426.
- Flannery, Kent V. (éditeur) (1976) The Early Mesoamerican Village. Presses académiques, New York.
- Flannery, Kent V. (1985) Guila Naquitz : Guila Naquitz: Archaic Foraging and Early Agriculture in Oaxaca, Mexico. Presses académiques, New York.
- Flannery, Kent V. (2006) On the Resilience of Anthropological Archaeology. Revue annuelle d'anthropologie 35:1-13.
- Flannery, Kent V. et Joyce Marcus (éditeurs) (1983) The Cloud People: Divergent Evolution of the Zapotec and Mixtec Civilizations. Presses académiques, New York.
- Flannery, Kent V. et Joyce Marcus (1994) Early Formative Pottery in the Valley of Oaxaca. Mémoires vol. 27. Musée d'anthropologie, Université du Michigan, Ann Arbor.
- Flannery, Kent V. et Joyce Marcus (2005) Excavations at San José Mogote 1: The Household Archaeology. Mémoires vol. 40. Musée d'anthropologie, Université du Michigan, Ann Arbor.
- Hole, Frank/Flannery, Kent V./Neely, James A.(1969) Prehistory and human ecology of the Deh Luran plain. An early village sequence from Khuzistan, Iran. Mémoires du Musée d'anthropologie, Université du Michigan 1. Ann Arbor.
- Marcus, Joyce et Kent V. Flannery (1996) Civilisation zapotèque : How Urban Society Evolved in Mexico's Oaxaca Valley. Tamise et Hudson, New York.
- Flannery, Kent V. et Joyce Marcus (2012) The Creation of Inequality: How Our Prehistoric Ancestors Set the Stage for Monarchy, Slavery, and Empire. Presses universitaires de Harvard, Cambridge, MA.